# 발터 보테
발터 보테(독일어: Walther Bothe, 1891년 ~ 1957년)는 독일의 물리학자이다. 베를린 대학을 졸업한 뒤 베를린·기센·하이델베르크 등의 대학 교수를 지냈다. 1934년 카이저 빌헬름 연구소 물리학 부장이 되었다. 그는 주로 감마선을 연구하여 베릴륨에 알파 입자로 충격을 주면 새로운 입자가 나오는 것을 발견하였다. 1954년 노벨 물리학상을 받았다.

## 같이 보기
- 탄성반도측정법